# Rafael Melgarejo Tordesillas
Rafael Melgarejo Tordesillas (25 de marzo de 1892 - Las Casas (Ciudad Real), 9 de septiembre de 1936) fue un político español.

## Biografía
Ostentó el título nobiliario de duque de San Fernando de Quiroga —al suceder a su padre, Nicolás Melgarejo y Melgarejo—, con grandeza de España, y fue caballero de la Orden Militar de Calatrava. Resultó elegido diputado de las Cortes de la Restauración por el distrito de Villanueva de los Infantes en las elecciones de 1916 y 1920. Contrajo matrimonio en Sevilla en octubre de 1917 con Amparo Osborne.
Ya durante la Segunda República, fue el candidato suplente de la CEDA por Castilla la Nueva para la elección de vocales regionales para el Tribunal de Garantías Constitucionales. Elegido como uno de los tres diputados de la CEDA en la provincia de Ciudad Real en la primera y única vuelta celebrada de las elecciones del 16 de febrero de 1936, se mostró crítico con la reposición en los ayuntamientos de las autoridades del primer bienio tras el triunfo del Frente Popular en los comicios de 1936. Propietario y firme defensor de los intereses patronales, según la edición de Madrid del diario ABC, incautada por la República, refugiado en un tejado de Villanueva de los Infantes huyendo de las registros de los milicianos del bando republicano fue detenido y conducido ante un tribunal popular; habría sido asesinado el septiembre de 1936 en Villanueva de los Infantes.